# Национален археологически музей в Неапол
Националният археологически музей в Неапол (на италиански: Museo archeologico nazionale di Napoli), известен също с акронима MANN, бивш Кралски музей на Бурбоните и Национален музей, е археологически музей, сред най-значимите музеи в Неапол, Италия.
С най-богатото и ценно наследство на произведения на изкуството и артефакти от археологически интерес в Италия, той е нареждан сред най-важните археологически музеи в света, както и като най-важен по историята на Древен Рим. Има обща изложбена площ от 12 650 m2.
Сградата, в която се помещава, е бившата сграда на Кралския университет (Палацо дели Студи), построена през 1585 г. за нуждите на кавалерията. Сградата има определено архитектурно значение, тъй като е един от най-впечатляващите монументални дворци в Неапол. Тя е построен в района на древен некропол на гръцкия Неаполис – некрополът на Света Тереза.
Музеят се състои от три основни сектораː Колекция „Фарнезе“ съставена от археологически находки, намерени в Рим и околностите, Колекция „Помпей“, съставена от археологически находки, произхождащи от района на градовете Помпей, Херкулан и Стабия, затрупани през 79 г. от изригването на вулкана Везувий, която е предимно част от колекцията на Бурбоните, и Египетска колекция, която по значение се нарежда на трето място в света след тези на Египетския музей в Кайро и на Египетския музей в Торино. Тези три основни сектора, както и други в музея, се състоят от частни колекции, придобити или дарени на града през цялата му история, като например в допълнение към гореспоменатите колекции „Фарнезе“ и „Бурбони“, трябва да се добавят и колекциите „Борджия“, „Сантаджело“, „Стивънс“, „Спинели“ и други.
Важното възстановяване и обновяване на сградата, започнато през 2012 г., позволява реализирането на глобална реорганизация на колекциите в съответствие с новите изложбени критерии, което позволява на колекции, които не са били изложени в продължение на десетилетия, да намерят постоянно място в музея. Експонати, с десетилетия изпълващи депозита на музея, като секцията Магна Греция, секцията „Куме“, съставена от гръцки вази, са три пъти повече от тези, които са изложени, като заемат три нива от в сутерена на сградата и едно на тавана.
През 2005 г. към музея е открита и секция „Стационе Неаполис“. В нейните малки помещения са изложени археологични находки, произлизащи от изкопите за тунелите на градското метро.

## История

### XVI век: Сграда за нуждите на кавалерията
Строителството на сградата започва през 1586 г. като сграда за нуждите на кавалерията. Изградена е непосредствено до градската стена на Неапол, която е минавала там, където в наши дни се намират арките на Галерия „Принц на Неапол“. Сградата на кавалерията е била много по-малка от сегашната музейна сграда, а основният ѝ вход е бил от запад, на улица „Санта Тереза дей Скалци“, където и в наши дни се виждат част от стената и двете базалтови колони на входа. Работата по строителството е продължителна и бавна поради липсата на вода в района.

### XVII век: Кралски университет
През 1612 г. вицекралят на Неапол дон Педро Фернандес де Кастро Андраде и Португал решава да прехвърли в недовършената сграда Неаполитанския кралски университет, намиращ се в манастира „Сан Доменико Маджоре“, където от 1269 г. преподава Тома Аквински, а в края на XVI век учат Джордано Бруно и Томазо Кампанела. Реконструкцията е възложена на архитекта Джулио Чезаре Фонтана, като в плана на сградата са включен голям централен атриум, който да се отваря на юг (сегашният основен вход), затворен в дъното от голяма апсидна зала, предназначена за тържествени срещи и осветена от някои големи прозорци, а над атриума да бъде разположена голяма зала за библиотеката, симетрично разположени два четириъгълни двора, заобиколени от аркади, в които да се отворят различните аули.

### XVIII век: Кралски музей на Бурбоните
През 1738 г. Карлос III де Бурбон полага основния камък на Кралския дворец „Каподимонте“, за да го превърне в музей, който съхранява картините от Колекция „Фарнезе“, наследена от майка му Изабела Фарнезе. Малко по-късно изложбените зали на музея „Ерколанезе“ в двореца в Портичи се оказват недостатъчни, за да поберат големия брой картини, мозайки, скулптури и обзавеждане, идващи от археологическите разкопки на Помпей, Херкулан и Стабия, и опасни за безопасността на експонатите, застрашени от изригванията на Везувий, както се случва през 1767 г. Поради това през 1777 г. новият владетел Фердинанд IV решава да събере не само основните културни институции на Неапол, но и всички художествени колекции, принадлежащи на Бурбоните, в един единствен музей. Изборът пада върху Палацо дели Студи, освободен от университета, който е преместен в бившия йезуитски колеж „Каза дел Салваторе“: работата по адаптирането и разширяването на двореца, който вече приютява някои статуи, намерени във Флегрейските полета от 1613 г., са поверени на Фердинандо Фуга, който се грижи за тях до смъртта си през 1782 г.; впоследствие са поверени на Помпео Скиантарели. Фердинанд IV решава да прехвърли в освободената сграда Музей „Херкулан“ от двореца в Портичи, Музея „Фарнезе“ от двореца „Каподимонте“, както и Библиотеката и Школата за изящни изкуства. Проектът е предвиждал ясно разделение между различните ядра в музея: Музеят „Херкулан“ около западния двор на приземния етаж и Музеят „Фарнезе“ в източния двор, докато помещенията на приземния етаж са били предназначени от едната страна за библиотекаря и за зала за реставрация, а от другата – за академиите. Големият салон на първия етаж е бил предназначен за библиотеката.
През 1787 г. колекциите на Бурбоните са обогатени със статуи, пренесени в Неапол от Палацо Фарнезе в Рим и от другите резиденции на семейството от Фердинанд, въпреки че е забранено както от законите на Папската държава, така и от волята на Алесандро Фарнезе младши.  Всъщност между 1786 и 1788 г. Фердинанд IV успява, въпреки протестите и опозицията на папа Пий VI, да прехвърли от Рим в Неапол богатата и важна Колекция „Фарнезе“ с антики, наследени от баба му Изабела Фарнезе, което прехвърляне изисква проект за разширяване на музея.
През френското десетилетие (1806 – 1815) започва прехвърлянето на творбите: през 1805 г. е ред на тези от Портичи, докато през 1806 г. идва ред на картините от Каподимонте. През 1807 г. Жозеф Бонапарт назначава Микеле Ардити за първи директор на музея. През 1808 г. прехвърлянето от Портичи продължава, особено на мраморни и бронзови предмети.
През 1816 г. Фердинанд IV се връща в Неапол, вече като Фердинанд I де Бурбон, крал на Двете Сицилии. С реставрацията на Бурбоните Кралският музей на Бурбоните е официално открит от него на 22 февруари 1816 г.: за случая Антонио Канова създава статуя, посветена на краля, поставена в ниша на монументалното стълбище. Също така продължава работата по разширяване на колекциите с придобиването на тази на кралица Каролина Бонапарт през 1816 г. и тази на Борджия през 1817 г., включително египетски антики; през същата година произведенията, които Бурбоните са прехвърлили в Сицилия през френското десетилетие, се завръщат от Палермо. През 1819 г. Ардити създава Тайния кабинет, където се намират картините и скулптурите с еротичен характер, видими само с разрешение. Между 1820 и 1821 г. залите са реорганизирани. През 1826 г. прехвърлянията от Портичи са завършени, докато между 1827 и 1828 г. са завършени работите по разширяването на сградата и реорганизацията на колекциите, в които участват както архитектът Пиетро Бианки, така и Винченцо Камучини, последният нает главно в реорганизацията на картините. Камучини изпълнява желанието на крал Карл да види стенописите от Помпей, поставени рамо до рамо с картините от Колекция „Фарнезе“.
Големият брой произведения на изкуството незабавно предизвика насищане на пространствата: така Академията за изящни изкуства е преместена в друго крило на сградата, позволявайки древните картини да бъдат изложени на приземния етаж, в някои среди на южната страна. На гравюра от времето на Рафаело Морген е възможно да се види как стените са изцяло покрити с рисунки от няколко сантиметра над пода до височина от два метра.

### Национален музей
На 17 март 1861 г. е обявено Обединението на Италия. Същата година музеят става собственост на Държавата и приема името „Национален музей“. Статуята на Фердинанд I, която е поставена на стълбището, е премахната: тя е преместена на първоначалното си място през 1997 г. Освен това Александър Дюма-баща, назначен за директор директно от Джузепе Гарибалди, отваря Тайния кабинет за обществеността, предизвиквайки възмущение и недоволство сред посетителите.
Между 1863 и 1873 г., с Джузепе Фиорели като директор, има реорганизация на колекциите. Поради непрекъснатото нарастване на книгите, археологическите находки и произведенията на изкуството, за които пространството в музея на недостатъчно, между 1862 и 1864 г. се стига до решение да бъдат преместени академиите, като за целта са намерени други сгради в града. Така най-старият университет в света – Неаполитанският университет „Федерико II“, създаден на 5 юни 1224 г. от Фридрих II, и Академията за изящни изкуства в Неапол, създадена 1752 г. от Карлос III, намират своите настоящи сгради.
През 1888 г. граф Едуардо Лукези Пали дарява на Държавата своята богата и скъпа драматична библиотека, както и музикален архив, при условие че не напускат Неапол и че не бъдат разчленявани. През 1892 г. министър Паоло Бозели отделя зали 83, 84 и 85 за дарението на графа. Графът със свои средства реконструира залите, изографисва тавана и пренася дарението си в сградата на музея. Въпреки всичко, поради липса на пространство, през 1925 г. библиотеката, дарена от графа, е преместена с министерска заповед в Националната библиотека, намираща се в Кралския дворец в Неапол. 
Между 1901 г. и 1904 г. се провеждат други пренареждания с Еторе Паис, характеризиращи се с доста противоречия. През 1924 г. Амедео Маюри е назначен за директор: през 1925 г. Националната библиотека е преместена в Кралския дворец, освобождавайки места, където могат да бъдат изложени помпейските колекции.
Сградата на музея почти не е засегната от бомбардировките в района между 1940 и 1943 г., със сигурност благодарение на специално боядисания за целта покрив, което прави невъзможно идентифицирането на целта. Въпреки предпазните мерки нацистите опитват да превземат музея, но археологът Амедео Маюри с риск за живота успява да спаси сградата. Във върховата фаза на войната, когато за четирите дни Неапол, единствен в Европа, се освобождава от нацистите само със собствени сили, защитата на музея се дължи единствено на Маюри, който се барикадира в музея и осуетява достъпа до него.

### Национален археологически музей
След края на Втората световна война възстановяването на музея е дълго и трудно. Статуите са затрупани под чували пълни с пясък, картините опаковани в каси, ценните малки предмети изпратени във Ватикана, Рим, a някои от картините, откраднати от нацистите и скрити в Залцбург, са върнати през 1947 г. Всичкото това национално богатство трябва да бъде разопаковано, почистено, реставрирано и изложено отново. Чак през 1953 г. всички експонати от музея са готови, за да бъдат изложени. Благодарение на фондовете на Каса дел Медзоджорно е завършен Националният музей „Каподимонте“, в който картините от Колекция „Фарнезе“ се завръщат от 1957 г. – годината, в която музеят отново променя името си на Национален археологически музей. Опразнените зали са попълнени с множество археологически находки, изнесени от складовете, и музеят става само археологически. 
В продължение на няколко години е проведена усилена работа, за да се подобри оформлението на всички колекции с цел музеят да бъде напълно подреден, приличен и използваем за Oлимпиадата през 1960 г. – събитие, което ще привлече много посетители.
През всичките тези години на подреждане и оформление на музея паралелно е извършвана и друга дейност, невидима за посетителя, но изключително важна, а именно описване на инвентара, както изложения, така и този в депозитите.
Под ръководството на Алфонсо Де Франчишис от 1961 до 1976 г., който насърчава реорганизация през 1973 г., секцията, посветена на Магна Греция, е разширена и в пространствата, оставени свободни от картинната галерия, в западното крило на сградата, на първия етаж, създадена е частта, посветена на Вилата на папирусите. Освен това в този период таваните се използват като складове, в които от 1978 г. започват да се събират произведенията.
През 2005 г. под музея е открита секция Станция „Неаполис“, разположена на изхода на метростанция „Музей“ на линия 1, където са събрани артефактите, открити по време на строителството на метрото. Автономията на музеите през 2014 г. позволява повторното отваряне и преразглеждане на множество затворени секции, включително египетски, епиграфски, Магна Греция и Кума.

## Текущ изложбен критерий
Цялостната реорганизация на музея през последните години не само предвижда реорганизиране на отделните колекции, но и тяхното продуктивно експониране в сградата. Най-общо казано, от 2013 г. многобройните колекции на музея се събират в седем раздела (осем, ако се включи и външния Раздел „Неаполис“), подредени по следния начин:
| Външен        | Станция „Неаполис“: археологически находки произлизащи от изкопите за тунелите на градското метро |
| Подземен      | Египетска колекция |
| Подземен      | Епиграфска колекция |
| Приземен етаж | Колекция „Фарнезе“: скулптури, бюстове и камеи (в галериите и залите на Източното крило) |
| Приземен етаж | Колекция „Помпей“: статуи произхождащи от Помпей, Херкулан и от археологически обекти в Флегрейските полета (в галериите и залите на Западното крило)                                                                 |
| Първи етаж    | Колекция „Помпей“: мозайки |
| Първи етаж    | Колекция „Помпей“: Таен кабинет |
| Първи етаж    | Нумизматика |
| Втори етаж    | Залата на слънчевия часовник |
| Втори етаж    | Колекция „Помпей“: фрески, глинени съдове, стъкла, керамика, сребро, слонова кост, находки от Храма на Изида в Помпей и Модел на Помпей (в галериите и залите на източното крило)                                     |
| Втори етаж    | Топографски сектор с хронологична последователност: Праистория, Новокаменна епоха, Бронзова епоха, Желязна епоха, Куме, Иския Неаполис, Вилата на папирусите (в галериите и залите на Западното крило, външна страна) |
| Втори етаж    | Топографски сектор: Етруски, Итали в Кампания, Магна Греция (в галериите и залите на Западното крило, вътрешна страна)                                                                                                |

## Отдели
Много от отделите на музея са родени от струпвания на археологически находки или дарения от малки колекции. По-долу е даден списък с археологически находки по тяхната принадлежност.
1. Колекция „Фарнезе“ – от Зала 1 до зала 29 вкл.
Скулптури от двореца „Кампо дей фиори“ – Зали 1 и 7
Скулптури от двореца „Фарнезе“ – от Зала 2 до Зала 6 вкл.
Скулптури от градините на Фарнезе и от Вила Мадама – Зала 8
Скулптури от Термите на Каракала – от Зала 11 до зала 16 вкл.
Скулптури от Вила Фарнезина – от Зала 25 до Зала 28 вкл.
Галерия на императорите – Зала 29
Камеи – зали 9 и 10
2. Колекция „Помпей“
Статуи от Кампания – Зали 35 и 45
Мозайки – от зала 57 до зала 61 вкл., и зали 63 и 64
Таен кабинет – зали 62 и 65
Фрески – от зала 66 до зала 87 вкл,
Сребърни съдове – зала 89
Слонова кост и керамика – зала 88
Бронзови съдове – зала 87
Стъклени съдове – зали 85 и 86
Храмът на Изида – от зала 79 до зала 84 вкл,
Вила на папрусите – от зала 114 до зала 117 вкл.
Модел на Помпей – зала 96
3. Топографска колекция
Праистория – Зала 127
Бронзова и Желязна епохи – Зала 127
Куме – Зала 126
Иския – зали 124 и 125
Неаполис – от зала 118 до зала 120 вкл.
Магна Греция – от зала 137 до зала 143 включително
Етруски и итали в Кампания – от зала 130 до зала 136 вкл.
 4. Египетска колекция – от зала 18 до зала 23 вкл.
5. Епиграфска колекция – от зала 150 до зала 155 вкл.
6. Нумизматична колекция – от зала 51 до зала 56 вкл.
7. Залата на слънчевия часовник
8. Стационе Неаполис – намира се извън сградата на музея

## Описание

### Сутерен
Египетската и епиграфската част са разположени в сутерена.

#### Египетска секция
Египетската секция е създадена в музея от 1817 г. и е открита от Микеле Ардити през 1821 г.: към момента на откриването ѝ се състои главно от 700 находки от колекцията на Борджия. Тази колекция е закупена от Фердинанд IV между 1814 и 1815 г., в края на френското десетилетие, и включва египетски находки, принадлежащи на кардинал Стефано Борджия, който благодарение на помощта на датски антиквари е успял да влезе в контакт с пазарите на Изток: обаче Йорген Соега намира някои фалшификати. Наред с тази колекция са египетските находки, открити между 1764 и 1768 г. в храма на Изида в Помпей и в други части на равнината Кампания, и единствената статуя от Колекция „Фарнезе“ – Наофор, която пристига в Неапол през 1803 г. През следващите години секцията се разширява благодарение на покупките и даренията на частни лица; между 1827 и 1728 г. музеят започва да закупува колекцията на пътешественика Джузепе Пикианти, който между 1819 и 1825 г. пътува нагоре по долината на Нил, намирайки мумии, саркофази, балдахини, но също и предмети, които са част от погребалните предмети като огледала, вази за козметика и сандали: недоволен от постъпленията от продажбата на находките, Пикианти дарява останалата част от колекцията и е нает от музея като помощник-пазител, докато най-накрая не е уволнен през 1833 г. През 1842 г. е дарена колекцията на Карл Вилхелм Шнарс. Интересът към египетската част избледнява с обединението на Италия: тя е преместена в сутерена на двореца – окончателното ѝ местоположение, където ниските и сводести зали напомнят архитектурата на древните египетски гробници. През 80-те години е пренаредена и след това отново отворена за обществеността през 1989 г. Тя е затворена отново през 2007 г. след структурни проблеми и отворена отново през 2016 г.
Считана за най-старата и сред най-престижните в Европа, египетската секция варира между статуи, подредени по кралства и династии, гробници и погребални предмети, мумии, от които е запазен един единствен непокътнат саркофаг – този на Анкхапи и находки, свързани с религията, като мумия на крокодил, и с магия, с примера на магическа статуя.

#### Епиграфска секция
Епиграфската секция, считана за една от най-важните в света в гръцки и римски контекст, показва около 200 от над 2300 надписа, събрани в музея: около 2000 са на латински, 200 на старогръцки и 100 на италийски език. Обхваща период от 6 век пр. н. е. до 2 век. Колекцията се основава на обединението на различни колекции като тази на Фарнезе, също създадена с помощта на Фулвио Орсини, с около 200 произведения от Рим и Лацио, съхранявани в семейните дворци, тази на Борджия, закупена през 1817 г. и включваща 270 произведения от Умбрия и Лацио, тази на Франческо Даниеле, закупена през 1812 г., тази на Андреа де Йорио, закупена през 1827 г., тази на Карло Мария Росини, закупена през 1856 г. с епиграфи от Флегрейската област и първоначално съхранявано в семинарията на Сан Франческо в Поцуоли, и тази на Емилио Стивънс, закупена от 1882 до 1888 г. с творби от Куме. Към тези колекции се добавят находките на Бурбоните от 18 и 19 век. Първоначално секцията е разположена в стаята на Бик „Фарнезе“: впоследствие е преместена първо в атриума и градините, а след това, през 1929 г., в портика и в съседните зали на новия корпус. След дълъг период на затваряне тя е открита през 1995 г. в сутеренните зали, но след това отново е затворена и е отворена отново в същите зали през 2017 г., организирана по език в зависимост от различните центрове на произход.
Най-последователното ядро, на старогръцки, е това, което идва от Неаполис: епиграфите свидетелстват за обществения и религиозния живот на града, като например фрагмент, намерен на пл. „Никола Аморе“, където се съобщава за организаторите и победителите на Italiche Romane Auguste Isolimpichе, нещо като олимпийски игри; епиграфите на старогръцки също идват от други области на Магна Греция, като плочите от Хераклеа, датиращи от 300 г. пр. н. е. и чиято тема е обсъждането на гражданско събрание. Други епиграфи се отнасят до местното население на Централна и Южна Италия, всяко със свои собствени италийски езици, с тема относно управлението на градовете и погребални надписи: те идват отчасти от Помпей, Нола, Екланум и някои центрове в Умбрия и Марке. Епиграфите на латински се занимават със закони, като Tabula Bantina, регулирането на земите, километричните знаци за пътните знаци и измерването на времето, като слънчев часовник; те идват най-вече от Поцуоли и Помпей: от Помпей са събрани както графити, така и избирателни надписи, боядисани с червени и черни букви директно върху зиданите стени.

### Партер
На партера са секциите със статуите от Колекция „Фарнезе“, на скъпоценните камъни на Фарнезе и на скулптурите и обществените контексти.

#### Секция „Фарнезе“
Секцията със статуи на колекцията „Фарнезе“, разположена в източната част на партера, представлява една от основните колекции от антични статуи в света. Произходът на колекцията датира от 16 век, когато папа Павел III, член на сем. Фарнезе, насърчава серия от археологически проучвания както за възстановяване на строителните материали, така и за намиране на древни произведения по такъв начин, че да украсят резиденциите на семейството, главно двореца „Фарнезе“ в Рим. Основният принос към колекцията идва от разкопките в Термите на Каракала, към които са добавени различни придобивки. След смъртта на Павел III кардиналите Ранучо и Алесандро, с помощта на Фулвио Орсини, организират колекцията и я разширяват със закупуването на други колекции като тази на Паоло Дел Буфало, закупена през 1562 г. и включваща Атласа „Фарнезе“. През 1731 г. е наследен от Карлос III де Бурбон чрез майка му Изабела Фарнезе и неговият наследник Фердинанд, между 1786 и 1800 г., я прехвърля, въпреки ветото, наложено от Алесандро Фарнезе в завещанието му, в Неапол.
В музея произведенията са подредени главно в зависимост от техния произход от местата на Фарнезе. Сред статуите, които се съхраняват в Двореца „Фарнезе“, е цокъл с Персонификацията на провинцията, релеф от храма на Адриан в Кампус Мартиус, Потос, Артемида, Групата на тираноубийците, Хера Фарнезе, Венера Калипига, Аполон китаред и Аполон китаред, седнал на скала, тези двете закупени от сем. Саси от Отавио Фарнезе през 1546 г.  ; по-специално Аполон заедно с други произведения като Антиной и Пан и Дафна, са били настанени в т. нар. Галерия „Карачи“. От библиотеката и кабинета на Дворец „Фарнезе“, използван като зала на чудесата, където са събрани частите от релефа, идва Релеф със сцена на теоксения и Пантера от „паунски“ мрамор. От Фарнезианските градини на Палатин идват Двойка коленичили варвари и статуя на Изида-Фортуна, от Вила Мадама основата на колосалната статуя на Юпитер Чамполини и от Вила Фарнезина Афродита Калипига, Мъртва амазонка и Умираща Галата. Освен това има скулптури, открити при археологическите разкопки на Термите на Каракала, по-специално Гръцки герой с дете, Лари Фарнезе и колосалните статуи на Херкулес Фарнезе, на Комод Гладиатор, на Флора Фарнезе и на Бик Фарнезе – най-голямото парче издълбан мрамор от древността. Разделът включва също галерия от гръцки портрети като Двойната Херма на Херодот и Тукидид и тази от римски портрети, като бронзовия бюст на Сервилий Ахала, както и секцията от саркофази, включително Саркофаг на братята, използвана повторно като вана в малка градина на Дворец „Фарнезе“. Галерията на императорите съдържа бюста на Каракала, колосалния бюст на Веспасиан и Агрипина, като последният в действителност е погребална статуя на римска матрона.

#### Секция „Скъпоценни камъни Фарнезе“
Секцията за скъпоценни камъни „Фарнезе“ съдържа едноименната колекция, съставена от скъпоценни камъни, камеи и издялани скъпоценни камъни. Първите събрани творби принадлежат на папа Павел II: след смъртта му те преминават към неговия наследник Сикст IV, който, за да благодари на Медичите за получената подкрепа, дарява част от колекцията на младия Лоренцо Великолепни. От друга страна, през 16 век кардиналите Ранучо и Алесандро Фарнезе, подпомагани от Фулвио Орсини, започват да събират други творби: едно от първите произведения, които са закупени, е Мъката на Цирцея. През 1586 г. със смъртта на Маргарита Австрийска колекциите на Фарнезе и Медичите са обединени; към това през 1600 г. е добавена и личната колекция на Фулвио Орсини. В средата на 17 век колекцията е преместена от Рим в Парма и след това пристига в Неапол през 1736 г., когато е наследена от Бурбоните. През 1806 г. следва Фердинанд в Палермо по време на френската окупация и след това се завръща в столицата, където 1147-те ѝ части са поставени в музея през 1816 г.
Основното произведение е чаша „Фарнезе“, датирана между 2 и 1 век пр.н.е. Между другото т. нар. печат на Нерон, Танцуваща менада, приписвана на Сострат от Хиос, и резбата от карнеол Солон, приписвана на атинския държавник  Солон поради гравираното върху камъка име, но която в действителност трябва да е касаела гравьор със същото име.

#### Раздел „Скулптури“ и обществени контексти
Разделът за скулптури и обществени контексти се развива около градината на камелиите и околните среди, декорирани от Джузепе Абати и Фаусто Николини, върху площ от приблизително 2000 m2, и се основава главно на статуи, идващи предимно от везувиански обекти на Помпей и Херкулан, от Флегрейските полета и от Долен Лацио. Освен мраморни и бронзови скулптури се събират и епиграфи, стенни облицовки и архитектурни елементи.
От Поцуоли идват саркофази от местно производство или идващи от Рим, първоначално съхранявани в гробниците по Виа Домициана и статуи, като тази на Орест и Елета, които са украсявали Мацелума. От Куме са статуите, разположени както на акропола, така и във форума: статуята на Диомед се смята за едно от най-добрите копия на оригинала, приписван на Кресилай. От Бая идват атически статуи, гипсови копия на гръцки модели, направени между 5 и 4 век пр. н. е.: те са открити както в крайбрежните вили, така и в минералните извори: от последните идват глава на Аполон и Афродита Сосандра.
Скулптурните произведения на Помпей идват главно от некрополите, като Релеф с гладиаторски игри от гробницата на Гней Алей Нигибий Май, открита близо до некропола на Порта Стабия, от района на Триъгълния форум и на театралната зона, като копието на Дорифор на Поликлет Стари от самнитската спортна зала и статуята на Марк Олконий Руф от района около форума, като статуята на Евмахия, идваща от едноименната сграда, а от храма на Аполон, където са открити бронзовите статуи на Аполон и Артемида, конфискувани от римския генерал Луций Мумий Ахаик през 146 г. пр. н. е. по време на Ахейската война.
Сред статуите от Херкулан са конната на Марк Ноний Балбус и т. нар. Кон Мацоки – един от конете-част от триумфалната квадрига, открити близо до форума, героичните голоти на Марк Ноний Балбуд, Марк Калаторий Кварт и Луций Мамий Максим, намерени в театъра,, и статуята на Тиберий, открита от Колежа на августалите.
Наборът от статуи на амфитеатъра на Капуа идва от градовете , разположени по Виа Апия, включително Афродита Героят от театъра на Касино и бюстът на Август от Porta Principalis на Фонди. Други творби са открити в Минтурно и Формия: от отиумните вили на Формия е неоатическият кратер с дионисиеви фигури и двойка Нереиди върху пистрикс. Има различни саркофази: те имат като изваяна тема главно тази от гръцките митове, като атическия саркофаг с мита за Ахил в Скирос, идващ от Атела, и саркофагът с мита за Селена и Ендимион, от Сант'Антимо.

### Първи етаж
На първия етаж са разположени нумизматичната колекция, мозайките, Къщата на Фавъна и Тайният кабинет.

#### Нумизматична колекция
Нумизматичната секция съдържа над 150 000 монети, което я прави една от най-големите колекции в света: монетите, идващи предимно от Южна Италия, датират от основаването на гръцко-италийските колонии до обединението на Италия. Основно се състои от три колекции: 
- Колекция „Фарнезе“, започната през 16 век заедно с другите колекции на сем. Фарнезе, за която особено се грижат Фулвио Орсини; това е и една от първите колекции, пренесени от Парма в Неапол през 1736 г. Сред монетите е т. нар. Медальон на Песцений Нигър – един от най-ценените предмети, но по-късно е открито, че е фалшив[90].
- Колекцията на Бурбоните се основава както на находки от везувианските обекти, така и на придобивки от антични пазари като част от колекцията на Борджия, по-специално на nummi unciales, включително Квадрилатератът на Рим[91].
- Колекцията от медали на Сантанджело: над 42 000 монети, събрани от Никола и Микеле Сантанджело, първоначално съхранявани в Дворец „Диомеде Карафа“ и закупени през 1865 г. от Италианската държава. През 1867 г., годината на закриването ѝ, е добавена историческата колекция от медали на монетния двор в Неапол.[92]

Монетите в музея са събрани по исторически период: тези от Магна Греция идват от колониите Сибари, Метапонто, Кротоне и Таранто и от центрове в Кампания, особено Куме; сред монетите от този период тези, наречени подписани майстори, т.е. носещи името на гравьора, като Кимон, Еванет и Евклид . Следват идващите от Древен Рим, както от републиканската, така и от имперската епоха; наред с тези от Помпей, главно от бронз и в по-малки количества от сребро и злато, като медала на Август на стойност 400 сестерции, има събрани находки, свързани с търговския живот на града, включително колекцията от термополий и стълб с фрески със сцени от дюкян за пране на дрехи. Други монети са от различни периоди: византийски, лангобардски, като Солид от Сиконулф, сечен в Салерно, нормански, швабски, анжуйски, арагонски, идващи от монетните дворове на вицекралствата на Неапол и Месина, и бурбонски.

#### Секция с мозайки и Къща на фавъна
Секцията за мозайки и Къщата на фавъна събира както мозайки от Помпей, Херкулан и други археологически обекти на древна Кампания, така и находки, открити по време на археологически проучвания в един от най-големите и разкошни домове на Помпей – Къщата на фавъна.
Мозайките, отделени както от стените, така и от пода, са превърнати в малки картини и първоначално изложени до стенописите: те са направени с прости черни и бели плочки, като Окованото куче от Къщата на Орфей, в opus sectile, като изобразяването на дионисиева сцена, в стъклена паста, използвана за украса на нимфеум, или в opus vermiculatum, като Ходещи музиканти от вилата на Цицерон, Басейн с пиещи гълъби, вдъхновено от композиция на Сос от Пергам, Memento mori, Морска фауна и Женски портрет.
Сред находките от Къщата на фавъна е бронзовата статуя на танцуващия сатир, която дава името си на домуса, разположена в един от двата имплувиума, и мозайки в opus vermiculatum, като Момчето Дионис и една от най-известните мозайки на древността – Битката при Иса, която е покривала пода на екседрата.

#### Таен кабинет
Тайният кабинет, наречен през 1821 г. Кабинет на неприличните предмети, е колекция от находки с еротичен характер, идващи главно от Помпей и Херкулан: точно поради обхваната тема разделът първоначално е бил затворен за обществеността и достъпът е бил разрешен само с разрешително и на лица от мъжки пол. Джузепе Гарибалди се опитва с малък успех да го отвори за обществеността; за повторното отваряне трябва да се изчака до 1976 г., макар че впоследствие е реорганизиран и най-накрая е отворен през 2000 г.
Изложените около 250 експоната са подредени хронологично: в допълнение към вази и чинии от гръцката епоха с еротични изображения, по-голямата част от колекцията е от римската епоха. Това са фрески в трети и четвърти стил,, взети от къщи, магазини и публични домове: те понякога също са украсявали градини заедно със статуи, като тази на Пан и козела. Събрани са предмети, с еротичен характер, използвани за ободряване на банкети, като триножник със сатири с фалос или с умилостивителна стойност, с класическото изображение на фалоса, като тинтинабул с гладиатор и фреска с Меркурий с фалос. Във витрина са изложени находки от колекцията на Борджия, със съмнителна автентичност.

### Втори етаж
На втория етаж са стенописите, храмът на Изида, предмети от ежедневието, Вилата на папирусите, праисторически и протоисторически находки, която също продължава в мецанина, топографията на секциите „Древна Кампания“ и „Магна Греция“.

#### Стенописи
Секцията за стенописи представлява най-голямата колекция в света от стенописи от Римската епоха. Те идват от археологическите обекти на Везувий и първоначално са били съхранявани в музея „Ерколанензе“ в двореца в Портичи: отделени са от първоначалното си местоположение, както за да бъдат запазени, така и за да се увеличи престижът на династията на Бурбоните. Стенописите датират от период между 1 век пр.н.е. и 1 век и са организирани по произход, теми и стилове.
Изложени са картини във втория стил, като тези от вилата на Публий Фаний Синистор, като Архитектура с врата и маски и мегалографията на елинистическия двор, или в трети стил, като Стена с идилично-сакрален пейзаж от вилата на Агрипа Постум; тези в четвърти стил, който се развива след земетресението в Помпей от 62 г., когато градовете са възстановени, се отнасят до тези, идващи от къщата на Диоскурите и щукатурите от дома на Мелеагър. Повтарящите се теми във фреските са тези от гръцките митове, като малките картини, върнати от къщата на Язон, включително Европа върху бик, Жертвоприношението на Ифигения от дома на трагичния поет и Тезей, освободителят от дома на Гавий Руф.
Темата за натюрмортите е представена от стена, идваща от предия-та на Джулия Феличе или картини от Къщата на елените, с изображения на хлябове, риба, ястия и монети. Темата на пейзажи е представена от Крайбрежен пейзаж от вила Сан Марко, Фриз с морска вила от Помпей и Нилотски пейзаж от Херкулан, Темата на портретите събира стенописите, открити по стените на Везувий, които изобразяват лица, като като известната Сафо или Портретът на Пакий Прокул.
В специален раздел има стенописите, изрисувани върху ларари – олтарите, където са били почитани боговете-покровители на дома, включително Бакх и Везувий от Дома на Столетника, докато в друга има картини, характеризиращи се със сцени от ежедневието, които са направили възможно реконструирането на историческите събития във везувианските градове: пример за това е сбиването в амфитеатъра, намерена в перистила на Дома на Аницет, което изобразява сбиването между помпейците и ноцерините в амфитеатъра.
Един раздел е изцяло посветен на картините от вилата на Ариадна в Стабия: това са стенописи в трети и четвърти стил, включително четирите малки картини на Медея, Диана, Леда и Флора, последната една от най-известните известни картини от римската епоха. Също така от вилата на Ариадна е Продавачът на купидони, който заедно с други фрески, като танцьорките от вилата на Цицерон, повлиява на картините и декорациите от Неокласическия период.

#### Храм на Изида
Разделът „Храмът на Изида“ събира находки от картини и обзавеждане от едноименния храм в Помпей: той е разкопан между 1764 и 1766 г., превръщайки се в една от дестинациите на Гран-тур поради своя египетски стил.
В залите около храма са показани мраморната плоча, свидетелстваща за възстановяването му след земетресението от 62 г., и рисунките, като например стенописите в четвърти стил от стените на портика, включително Олтар на Арпократ, тези, идващи от еклесиастериона – портика зад храма, където са поставени най-добрите стенописи, с теми, свързани с гръцката митология, като тези от историята на Йо, редуващи се с пейзажни сцени. От светилището, което има функцията на сакристия, а не на място, посветено на посвещения, както първоначално се предполага, идват стенописи с по-проста изработка, като Navigium Isidis. Разделът също така събира находките, открити вътре в храма, вероятно оброчни дарове, включително статуята на Изида и други, идващи както от различни места в Помпей, така и от близки градове, като чашите от обсидиан от Вила Сан Марко в Стабия.
В непосредствена близост до секцията с храма на Изида има зала, в която се съхранява моделът на Помпей, поръчан в края на 19 век от Джузепе Фиорели на Феличе Падилионе: в мащаб 1:100 той възпроизвежда не само сградите, но и декорациите вътре в тях.

#### Предмети от бита
Разделът с предмети от ежедневието предлага колекция от често използвани предмети от разкопките на Везувий: разделът, останал почти непроменен в сравнение с музейната експозиция, разположена в музея „Ерколанезе“, запазвайки критериите за разделяне по материал, е подреден във витрини от 19 век, в същия стил като помпейските мебели.
Изложените предмети засягат религиозната сфера, лампи, канделабри, декоративни апликации, ключове и музикални и хирургически инструменти, както и тоалетни принадлежности и сервизи за банкети. Материалите, от които са изработени, са боядисана керамика, по-евтина, бронз, принадлежащ към средните и високите класове, като чаша с лари, открита в къщата на златните купидони, или по-рядко, предвид цената на създаването им, от слонова кост – материал, понякога имитиран от кост. Сред изложените сребърни предмети е сервиз за маса, съставен от 118 сребърни предмета с тегло 84 kg, намерен в дървени сандъци и увит в плат в къщата на Менандър; изложен е и пример за Larva convivialis – бронзов скелет, използван за завършване на сервизите за маса, за да се помни мимолетната природа на живота, макар и моментът на празненство. Въпреки тяхната чупливост са изложени и стъклени предмети: цветно стъкло от Мурано, медальони с рисувано стъкло и духано стъкло; изложена е урна за пепел, наречена Синята ваза, изработена от камео стъкло, от некропола Порта Ерколано.

#### Вила на папирусите
Събира находките, открити във вила със същото име в крайградската зона на Херкулан: това са предимно статуи, около сто, две трети от които са бронзови и изложени в залите на музея според първоначалното място на произход .
От зоната на атриума идва чаша със сатири с мехове и ритон, използвана като украса на фонтана в имплувиума, от квадратния перистил бюстовете на гръцки философи и суверени, и статуите, вдъхновени от гръцки произведения от 5 век пр.н.е. C. като две херми на Дорифора на Поликлет, докато пет женски статуи – т. нар.  танцьорки, са били поставени в краищата на канал от същата среда. Изложени са също статуята на Атина, разположена на входа на таблинума, бюстовете на философи и оратори от библиотеката, докато от перистила идват Двойка бегачи, Пияният сатир, Спящият сатир, Хермес, Псевдосенека, животински статуи като тази на прасе или двойка елени, които продължават да бъдат оградени от мраморни и бронзови бюстове на гръцки личности. Изложени са и картини, идващи от вилата, и два модела на машината, използвана за разгръщане на папируса, открит в библиотеката.

#### Праистория и Протостория
Секцията за праистория и протоистория събира доказателства за първите форми на живот в Кампания и Южна Италия: колекцията е формирана между края на 19 и началото на 20 век както чрез кампании за разкопки, така и благодарение на случайни открития и изземвания на тайни разкопки. Открита е през 1908 г. в сутеренните стаи и след това е разширена през 1934 г.: преустроена е на окончателното си място на втория етаж през 1995 г. и е адаптирана през 2020 г.
Находките варират от период от Палеолита до Медната епоха и се отнасят главно до погребалната сфера като рисувано камъче, намерено в пещерата Фелчи на остров Капри или реконструкцията на гробница в Понтеканяно Фаяно, в която са били погребани четирима мъже с техните гробни дарове, състоящи се от бронзови и кремъчни оръжия; други предмети идват от Пиано ди Соренто, Ликола и некропола на Пестум. След това се събират находки от Бронзовата и Желязната епоха: предмети, идващи предимно от погребални предмети, където керамичните парчета са придружени от бронзови, желязо, кехлибар, злато и сребро, открити от районите на равнината на Кампания, Кума, Капуа и в района на Авелино.

#### Топографски разрез на древна Кампания
Топографският раздел на древна Кампания съдържа първите археологически доказателства за някои области на Кампания: това са Иския и находките на острова като тези от некропола на Сан Монтано, група мраморни релефи от храм близо до извора Нитроди и реконструкцията в мащаб 1:1 на колиба в селището Пунта Киарито, затрупана от кален поток, с амфори, съдове и риболовни инструменти вътре.
От центровете на равнината на Кампания идват находки както от гробници, така и от свещени сгради, като например от светилището Монте Гранде в Калес и от светилището на богинята Марика в устието на Гариляно. Освен това има находки от гръцката колония Куме и нейните гробници: в едно от тези две тела са открити с череп, заменен сот восъчна маска и очи в стъклена паста; съхранени са и някои чернофигурни амфори.

#### Магна Греция
Разделът е роден от обединението на частни колекции, закупени от музея през годините, към които са добавени открития, направени от края на 18 век в различни колонии на Древна Гърция в Южна Италия.
Находките са предимно от религиозно естество, като Дамата от Сибарис, Пинакс с Хадес и Персефона, намерени в Локри, фрагменти от теракота от Метапонт, докато други засягат погребални предмети като кратери, амфори и чаши за симпозиум, оръжия или огърлици, обеци, гривни и пръстени в злато, последните от гробница в Руво ди Пуля: цикълът от стенописи, които украсяват гробницата на танцьорите и някои вази, като Амазономахия от едноименната гробница. От Посейдония, която променя името си на Паистом с пристигането на луканите, е местното производство на керамични предмети, като тези, подписани от керамиста Астеас. От Каноза ди Пулия са изложени находките от хипогеума Монтеризи Росиньоли, от хипогеума на Вазата на Дарий, от която идва едноименната ваза и тази на персите , от хипогеума Лаграста, както и вази с червени рисунки, се пазят стъклени плочи, от които работени с техниката millefiori, а от хипогеума Барбароса теракотени бюстове и плачещи статуи . Някои находки вече са повлияни от римляните, като напр. статуята на млад мъж в тога, открита в Калес. Изложена е и колекцията „Вивенцио“, първоначално в семейния дворец в Нола и закупена от музея през 1818 г. за около 30 000 дуката, която обединява находки от района на Нола и Чимитиле: в допълнение към картините, които са украсявали гробниците, има също вази, сред които Вивенцио.

### Станция „Неаполис“
В частта, наречена Станция „Неаполис“, разположена близо до един от изходите на метростанция „Музей“ на линия 1, са събрани находките, открити по време на строителните работи на метрото в Неапол. Те варират от праисторическата епоха до испанския период, минавайки през гръцкия и византийския.